# التلفزيون حسب الأرقام
التلفزيون حسب الأرقام (بالإنجليزية: TV by the Numbers)‏ هو موقعٌ مُتخصّصٌ في تحليل بيانات تقييمات البرامج التلفزيونية في الولايات المتحدة. يقوم بيل جورمان وروبرت سيدمان بتشغيل الموقع، وقد أسّساه كلاهما في عام 2007.